# Кузнецов Федір Ісидорович
Кузнецо́в Фе́дір Ісідо́рович (*17 (29) вересня 1898, с. Балбечино, Могильовська область — †22 березня 1961, Москва)  — радянський воєначальник, генерал-полковник (1941), командувач фронтами у роки Другої світової війни.